# Marshall County, Minnesota
Marshall County är ett administrativt område i delstaten Minnesota i USA, med 9 439 invånare. Den administrativa huvudorten (county seat) är Warren. 

## Politik
Kanabec County tenderar att rösta republikanskt. Republikanernas kandidat har vunnit countyt i samtliga presidentval under 2000-talet utom valet 2008 då demokraternas kandidat vann countyt med 0,6 procents marginal. I valet 2016 vann republikanernas kandidat med 66,6 procent, vilket är den största segern i countyt för en presidentkandidat sedan valet 1920.

## Geografi
Enligt United States Census Bureau har countyt en total area på 4 695 km². 4 590 km² av den arean är land och 105 km² är vatten.     

### Angränsande countyn
- Kittson County, Roseau County - norr
- Beltrami County - öst
- Pennington County,  Polk County - söder
- Grand Forks County, North Dakota - sydväst
- Walsh County, North Dakota - väst
- Pembina County, North Dakota - nordväst